# ヤナ・オブロフスカ
ヤナ･オブロフスカ（チェコ語: Jana Obrovská、1930年9月13日 - 1987年4月4日）は、チェコの女性作曲家で打楽器奏者、夫はチェコのギタリスト、ミラン・ゼレンカ。

## 人物
作曲家ヤナ・オブロフスカは、専ら器楽作品に身をささげた。10代のころピアノのプライヴェート・レッスンを卓越した教師B. Kabelacova-Rixovaから、音楽理論J. Ridkýから学んだ。その後プラハ音楽院でM. Krejciおよび E. Hlobilのもとで作曲を学んだ。 彼女の卒業作品（ピアノ協奏曲第1番）ではその注目すべき才能は明らかであった。
その後のキャリアにおいて彼女は、彼女の芸術的個性に親近性を持つ協奏曲スタイルの伝統的様式で作曲することを好んだ。なぜならそれは彼女が堅固な古典派的またはバロック的な構築性を与えようとした楽器の個性に彼女の感情を反映させるのに適していたからである。
管弦楽作品および室内楽作品において彼女は純粋に独特な楽器の使用法から来る作曲上の問題点を解決するのみでなく、伝統の革新を伴う魅力的な表現法を用いた。彼女はとりわけギター作品に関心をかたむけ、現代的な創造とギターの伝統的スタイルを統合しようと努力した。
オブロフスカは国外においていくつかの受賞をした。1972年パリの国際ギターコンクー作曲部門において、「ギターのためのパッサカリアとトッカータ」によって受賞した。1975年パリ国際ギターコンクールの課題曲となった「バルトーク讃歌」は、ヨーロッパのギタリストのレパートリーとなっている。
管弦楽および室内楽のスコアにおいて独特な色彩かなあふれるイマジネーションは高く評価されており、調和的バランスの取れた感情豊かな作品の中で、彼女に典型的な叙情的または瞑想的な部分と対照的に生き生きとして快活なリズムの効果が明らかに示されている。

## 作品
室内楽
- Preludes for Violin and Piano, 1956, SU 15'
- Sonata for Violin and Piano, 1963 12'
- Arabesques for Clarinet and Piano, 1965, CHF 12'
- Symbioses for Flute and Harp, 1967, CHF  10'
- Wind Quintet,1968 13'
- Preludes for Guitar, 1969, SU 13'
- Hommage à Bela Bartok for Guitar, 1970,  4'
- Musica per tre for Violin, Guitar and Accordion, 1970, CHF 13'
- From Fairy-tales for three guitars, 1971 CHF
- Passacaglia and Toccata for Guitar, 1972, SU 6'
- Due Musici for Two Guitars, 1972, r PA  8'
- Suoni for Bassclarinet and Piano, 1974  8'
- Hommage to Czech Chorale for Guitar, 1975, r PA  8'
- Musica Notturna for Flute, Bass Clarinet and Piano, 1975,   9'
- String Quartet, 1976, PA, r PA 12'
- Fanfare Suite for 13 Brass Instruments, 1976, CHF  9'

管弦楽
- Concerto for Piano ond Orchestra No. 1, 1955, CHF  25'
- Concerto for Piano ond Orchestro No. 2, 1960 27'
- Concerto for Piano ond Orchestro No. 3 "Concerto da Tosca", 1973 19'
- Fugue, Interlude and Toccata for Strings, 1961, CHF  12'
- Concerto Facile for Contralto, Harpsichord and Orchestra, 1966, CHF 20'
- Concerto Meditativo for guitar and strings, 1971, CHF 18'
- Concerto for Two Guitars and Orchestra, 1977, CHF 18'
- Due for Brasses and Strings, 1979, CHF  9'
- Suite for Strings, 1979 14'
- Concertino for Violin, Viola, Double-bass and Strings, 1982, CHF, r PA
- Concerto piccolo per flauto solo ed archi, 1984, CHF, r PA

## 音源
《Acentuado アセントゥアード　谷辺昌央》ALCD－7142　ALM RECORDS/コジマ録音　にギター作品「バルトーク讃歌」「4つの日本の印象」が収録されている